# Zonesystemet
Zonsystemet er et system til kontrol af eksponering ved fotografering som blev udarbejdet af fotograferne Ansel Adams og Fred Archer ved Los Angeles Art Center School i 1941. Zonesystemet har først og fremmest fundet anvendelse ved fotografering med film og i særdeleshed ved arbejde med store filmformater og sort/hvid-film, men kan også anvendes ved mindre-, farve- og digital fotografering.
Navnet zonesystemet udspringer fra at billedet inddelse i forskellige toner (eller nuancer) – et antal "zoner", som så er nummereret, oftest med romerske tal fra 0 til X (10). Zone 0 er helt sort, zone 1 den mørkeste nuance osv. frem til zone 10 som er papirets farve, mens zone 9 er lige præcist den lyseste nuance der kan skelnes fra zone 10. Zone 5 svarer til en middelgrå nuance:
| 0 | I | II | III | IV | V | VI | VII | VIII | IX | X |

På modsvarende vis kan dele af motivet inddelse i zoner efter deres luminositet, her svarer et zonetrin til en fordobling af luminositeten (en fordobling af eksponeringen af filmen).
Ved at anvende zonesystemet på alle dele af den fotografiske proces (valg af eksponering, fremkaldelse af filmen, kopiering og fremkaldelse på fotopapir), kan fotografen styre hvordan hver del af motivet fremstår på det færdige print.